# Deanmill
Deanmill is een historisch plaatsje gelegen in de regio South West in West-Australië. In 2021 telde het 327 inwoners.

## Geschiedenis
In december 1912 werd de Government Trading Concerns Act gestemd. Dat leidde tot de oprichting van staatsbedrijven. State Saw Mills was daar een van. Het werd opgericht middels de aankoop van South-West Timber Hewers' Co-operative voor 80000 pond. In 1913 begon men met de bouw van de Nummer 1 houtzagerij, die later Deanmill zou gaan heten, en de Nummer 2 en 3 zagerijen in Big Brook, dat later Pemberton werd. De zagerijen kostten ongeveer 138000 pond. Ze dienden dwarsliggers te produceren voor de Trans-Australian Railway. De bouw van de houtzagerijen werd vertraagd door hevige regenval waardoor de dwarsliggers te laat werden geleverd. Andere problemen waren geschillen over vervoer en de prijs die de regering van het gemenebest bereid was te betalen voor de dwarsliggers.
State Saw Mills bouwde een dorpje rond de Nummer 1 zagerij. Het werd Deanmill genoemd naar de ingenieur, A. Dean. Een zagerij in een vallei vestigen en daarrond onderdak en faciliteiten ontwikkelen, was in die tijd een algemeen aanvaarde praktijk. In 1914 werd in samenwerking met het Public Works Departement een basisschooltje gebouwd. Het bestond aanvankelijk uit een enkel klaslokaal, een administratief gebouw en een schuur, allen in hout opgetrokken.

## 21e eeuw
Deanmill bestaat momenteel uit een zagerij, werkmanshuisjes, een werkmansclub, een voetbalveld en een deel van de Deanmill Tramway and Heritage Trail.
Premier Geoff Gallop bezocht Deanmill in december 2002 naar aanleiding van de ontwikkeling van het Forest Management Plan dat in 2004 zou ingang vinden. De regering startte onderhandelingen met Sotico over quota voor Jarrahboomstammen voor een periode van 10 jaar waardoor de houtindustrie in de regio zou kunnen blijven. Sotico was een dochteronderneming van Wesfarmers. Wesfarmers verkocht het bedrijf in 2004.
Er werden verschillende onderzoeken gedaan naar de ecologische gevolgen van de zagerij en de daarmee samenhangende activiteiten. Een onderzoek van Wesfarmers uit 2004 toonde arseenvervuiling aan in een rond een afwateringskanaal naar Lefroy Brook. De regering van West-Australië nam de verantwoordelijkheid op zich omdat arseen tot de jaren 1920 gebruikt werd om hout te behandelen. Wesfarmers aanvaarde de verantwoordelijkheid voor de vervuiling van de bodem en grondwater met carbolineum en de kosten voor de opkuis werden gedeeld door Wesfarmers en de regering.
In 2011 sloot de zagerij voorgoed de deuren.

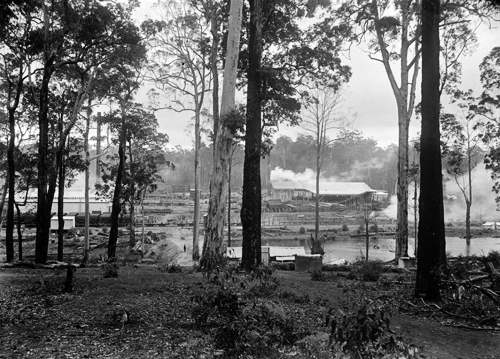
Deanmill zagerij jaren 1920

Acton Park · Alexandra Bridge · Allanson · Augusta · Balingup · Benger · Binningup · Boyanup · Boyup Brook · Bramley · Bridgetown · Brookhampton · Brunswick Junction · Bunbury · Burekup· Busselton · Capel · Carbunup River · Chowerup · Collie · Cookernup · Cowaramup · Cundinup · Dardanup · Deanmill · Dingup · Dinninup · Donnelly River · Donnybrook · Dunsborough · Elgin · Ferguson · Forest Grove · Forrest Beach · Gnarabup · Gracetown · Greenbushes · Harvey · Hester · Jardee · Jarrahwood · Karridale · Kirup · Kudardup · Kulikup · Ludlow · Manjimup · Margaret River · Mayanup · Metricup · Mullalyup · Myalup · Nannup · Northcliffe · Nyamup · Pemberton · Peppermint Grove Beach · Prevelly · Quindalup · Quinninup · Roelands · Rosa Brook · Shotts · Stratham · Uduc · Vasse · Walpole · Waterloo · Wilga · Windy Harbour · Witchcliffe · Wilyabrup · Wokalup · Wonnerup · Worsley · Yallingup · Yalup Brook · Yarloop · Yoongarillup · Yornup